# دارینا الجندی

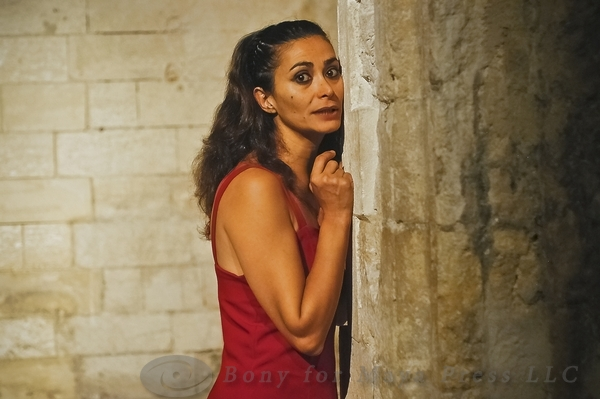

دارینا الجُندی (۲۵ فوریه ۱۹۶۸) بازیگر لبنانی / سوری است که از مادری شیعه لبنانی و پدری سوری در بیروت به دنیا آمد. پدر دارینا عاصم الجندی نویسنده و روزنامه‌نگار مخالف رژیم سوری بود که چند بار به زندان افتاد و در نهایت در سال ۱۹۸۵ به بغداد تبعید شد.

### نمایشنامه‌ها
- سوریه خوش شانس است (۲۰۱۴)
- مارسی (2013)[۳]
- روزی که نینا سیمون از آواز خواندن دست کشید (۲۰۰۹)
- جولیا دومنا (1996)[۴]
- اوه اسکندریه، تو در حرکتی معجزه آسا هستی. (۱۹۹۵)

### در سینما
- پاریس (۲۰۱۶)
- صدای گمشده (۲۰۱۳)
- خواننده (۲۰۱۱)
- مرد گمشده (۲۰۰۷)
- یالا. . یالا (2003)[۵]
- ارواح بیروت (۱۹۹۸)
- زمانش فرا رسیده‌است (۱۹۹۴)